# Quốc hội Brasil
Quốc hội Brasil (tiếng Bồ Đào Nha: Congresso Nacional) là cơ quan lập pháp lưỡng viện liên bang của Brasil, gồm Thượng viện liên bang và Hạ viện. Quốc hội mỗi năm họp từ ngày 2 tháng 2 đến ngày 22 tháng 12, với kỳ nghỉ giữa kỳ họp từ ngày 17 tháng 7 đến ngày 1 tháng 8. Trụ sở Quốc hội tại Brasília.
Thượng viện liên bang là cơ quan đại biểu của các bang và Quận liên bang, gồm 81 thượng nghị sĩ. Mỗi bang và Quận liên bang bầu ra ba thượng nghị sĩ theo nguyên tắc phổ thông đầu phiếu. Nhiệm kỳ của Thượng viện liên bang là tám năm, cứ bốn năm thì bầu lại một phần ba hoặc hai phần ba số thượng nghị sĩ. Hạ viện là cơ quan đại biểu của nhân dân các bang, gồm 513 hạ nghị sĩ được bầu theo hệ thống đại diện tỷ lệ. Số hạ nghị sĩ được phân bổ theo tỷ lệ dân số của từng bang, mỗi bang bầu ra tối thiểu 8 hạ nghị sĩ và tối đa 70 hạ nghị sĩ. Nhiệm kỳ của Hạ viện là bốn năm.

## Tổ chức

### Thượng viện liên bang
Thượng viện liên bang là thượng viện của Quốc hội, được thành lập theo Hiến pháp Brasil năm 1824. Thượng viện ban đầu được tổ chức phỏng theo Thượng Nghị viện Vương quốc Liên hiệp Anh và Bắc Ireland. Sau khi Đệ Nhất Cộng hòa Brasil được thành lập vào năm 1889, Thượng viện được cải tổ phỏng theo Thượng viện Hoa Kỳ. Hiện tại, Thượng viện gồm 81 thượng nghị sĩ đại diện cho 26 bang và Quận liên bang của Brasil, mỗi bang, quận liên bang bầu ra ba thượng nghị sĩ. Nhiệm kỳ của Thượng viện là tám năm, cứ bốn năm thì bầu lại hai phần ba số thượng nghị sĩ, cứ tám năm thì bầu lại một phần ba số thượng nghị sĩ. Khi một bang bầu lại một thượng nghị sĩ, mỗi cử tri bỏ một phiếu bầu. Khi một bang bầu lại hai thượng nghị sĩ, mỗi cử tri bỏ hai phiếu và không được bỏ hai phiếu cho cùng một ứng cử viên, nhưng một đảng có thể đề cử hai ứng cử viên thượng nghị sĩ. Ứng cử viên nhận được nhiều số phiếu bầu nhất trúng cử thượng nghị sĩ (hoặc hai ứng cử viên nhận được nhiều số phiếu bầu nhất khi bầu lại hai thượng nghị sĩ).

### Hạ viện
Hạ viện là hạ viện của Quốc hội, gồm 513 hạ nghị sĩ được bầu theo hệ thống đại diện tỷ lệ. Nhiệm kỳ của Hạ viện là bốn năm. Số hạ nghị sĩ được phân bổ theo tỷ lệ dân số của mỗi bang, mỗi bang được bầu tối thiểu 8 hạ nghị sĩ và tối đa 70 hạ nghị sĩ.

## Trụ sở
Từ thập niên 1960, trụ sở Quốc hội tại Brasília, do kiến trúc sư Oscar Niemeyer thiết kế.
Bán cầu bên trái là trụ sở Thượng viện liên bang, bán cầu bên phải là trụ sở Hạ viện, giữa hai bán cầu là hai tòa tháp văn phòng.
Từ năm 1987, trụ sở Quốc hội được Tổ chức Giáo dục, Khoa học và Văn hóa Liên Hợp Quốc công nhận là Di sản thế giới như một phần của quy hoạch đô thị ban đầu của Brasília. Ngày 6 tháng 12 năm 2007, Viện Di sản Lịch sử và Nghệ thuật Quốc gia công nhận trụ sở Quốc hội là di sản lịch sử của nhân dân Brazil.

## Hình ảnh

### Trụ sở Quốc hội

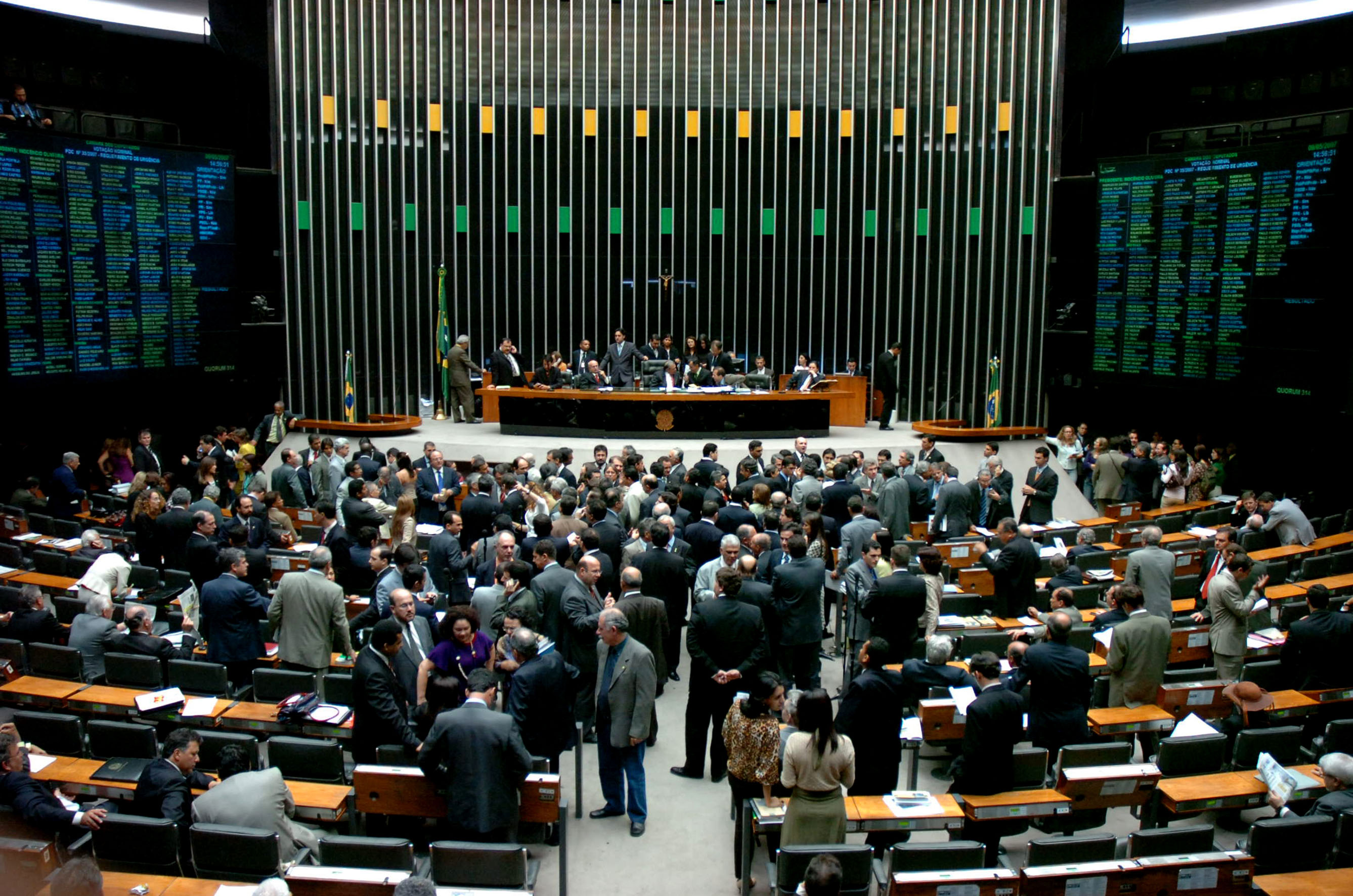
Hội trường Hạ viện
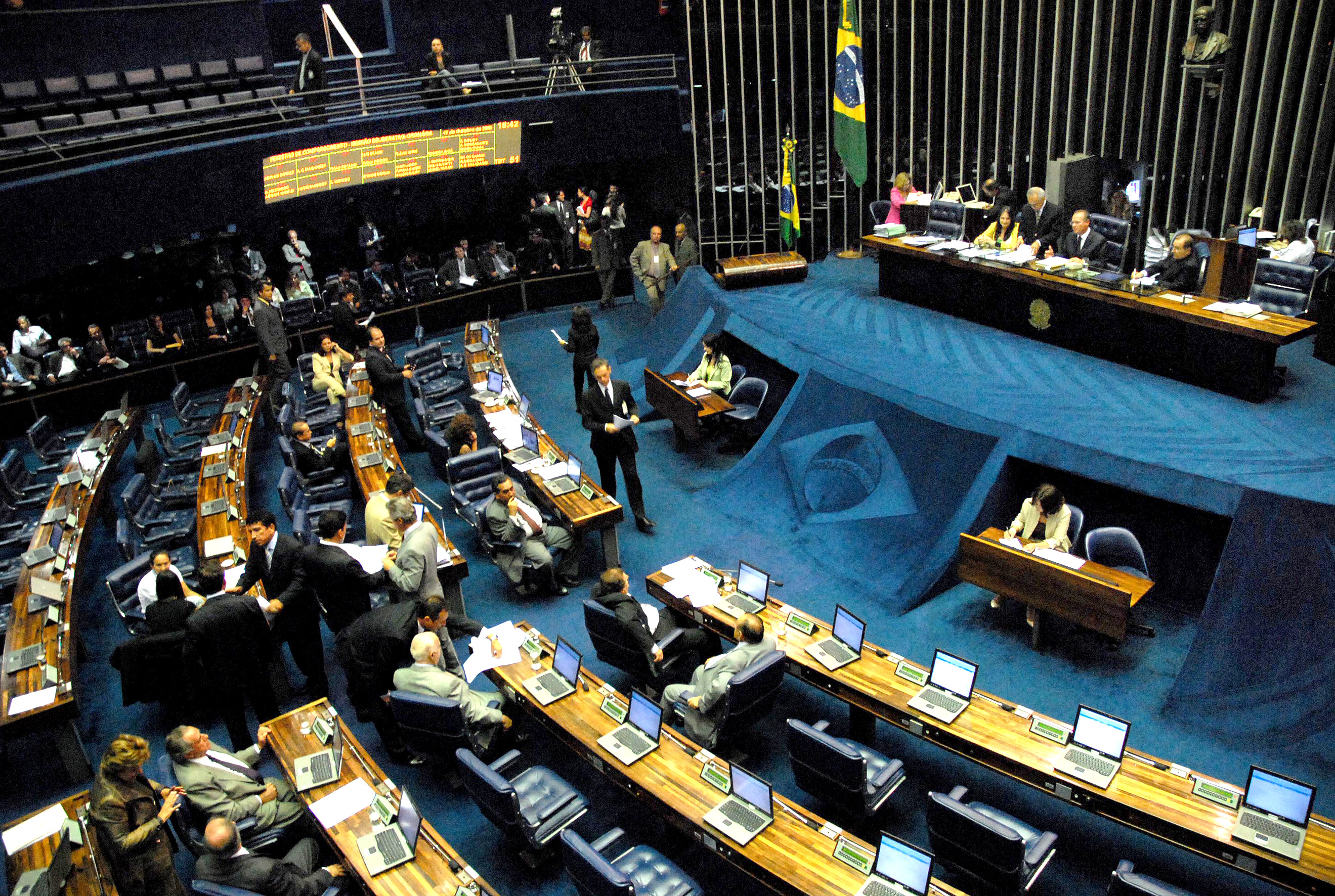
Hội trường Thượng viện liên bang
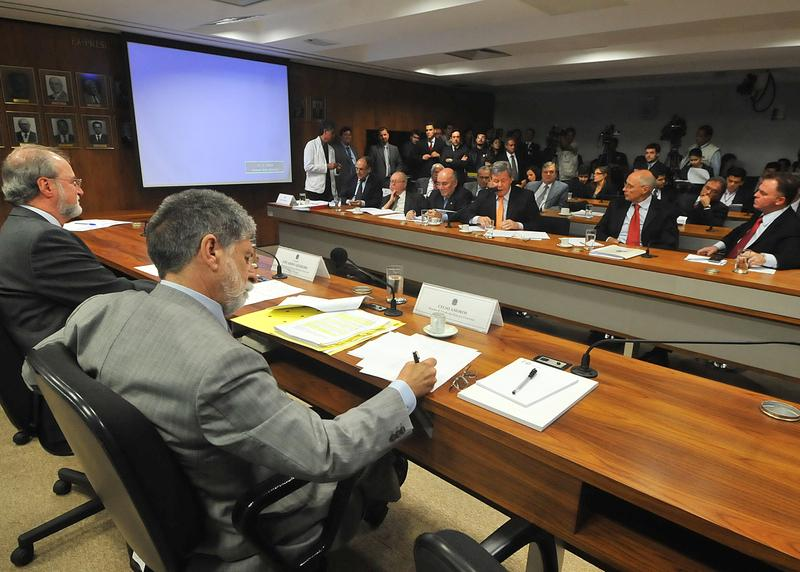
Phòng họp ủy ban
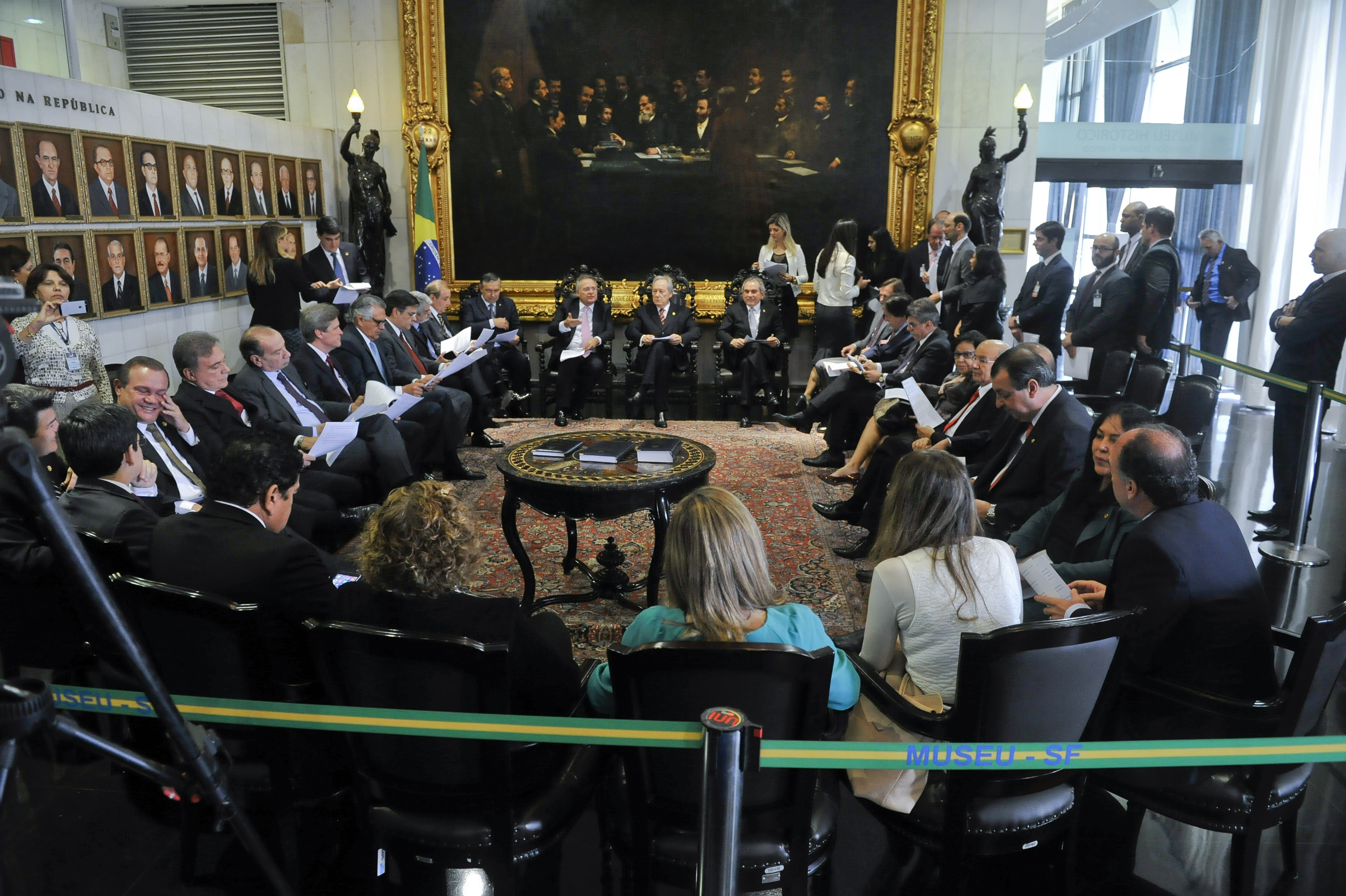
Phòng họp Thượng viện
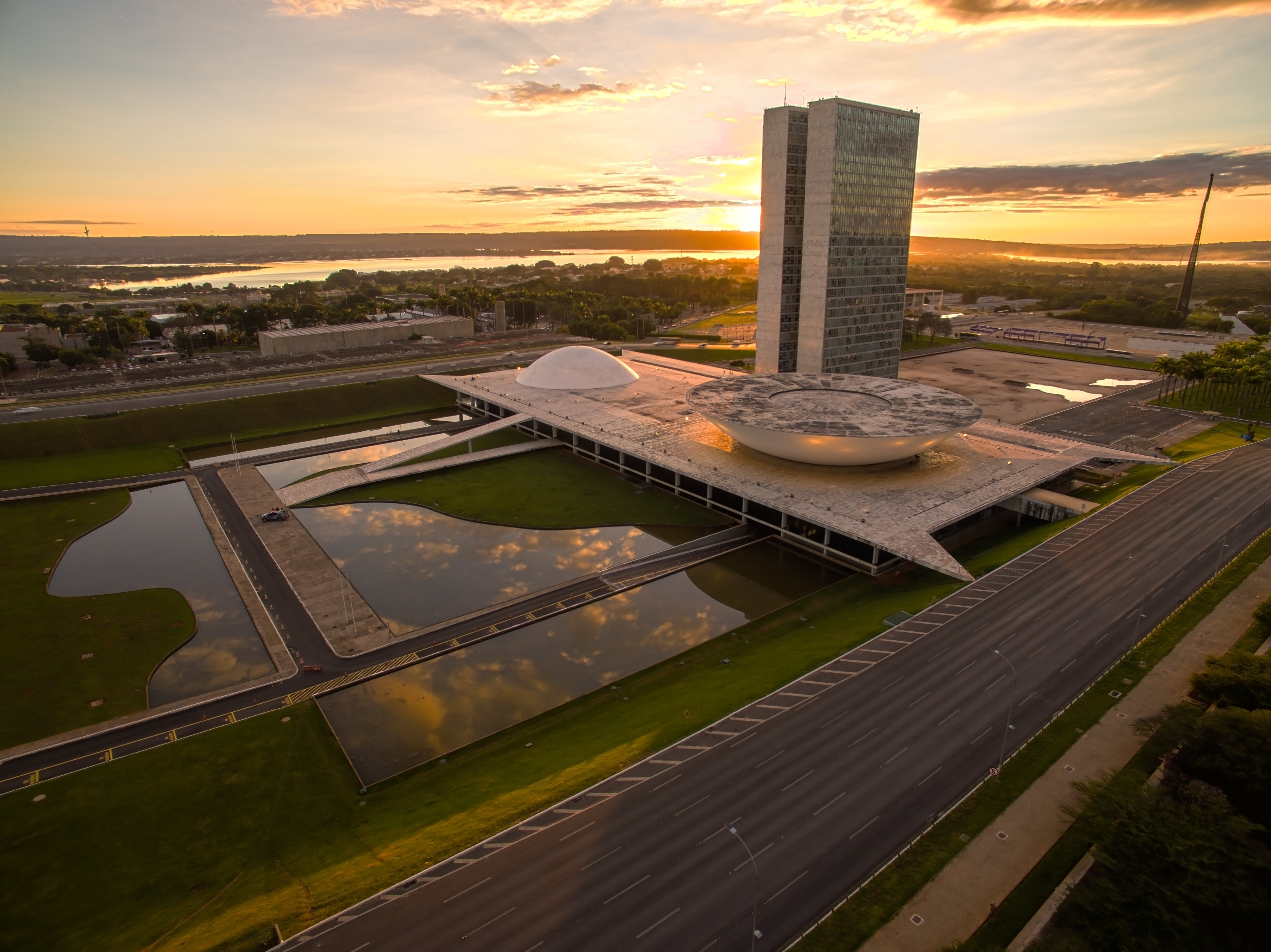
Trụ sở Quốc hội nhìn từ trên không
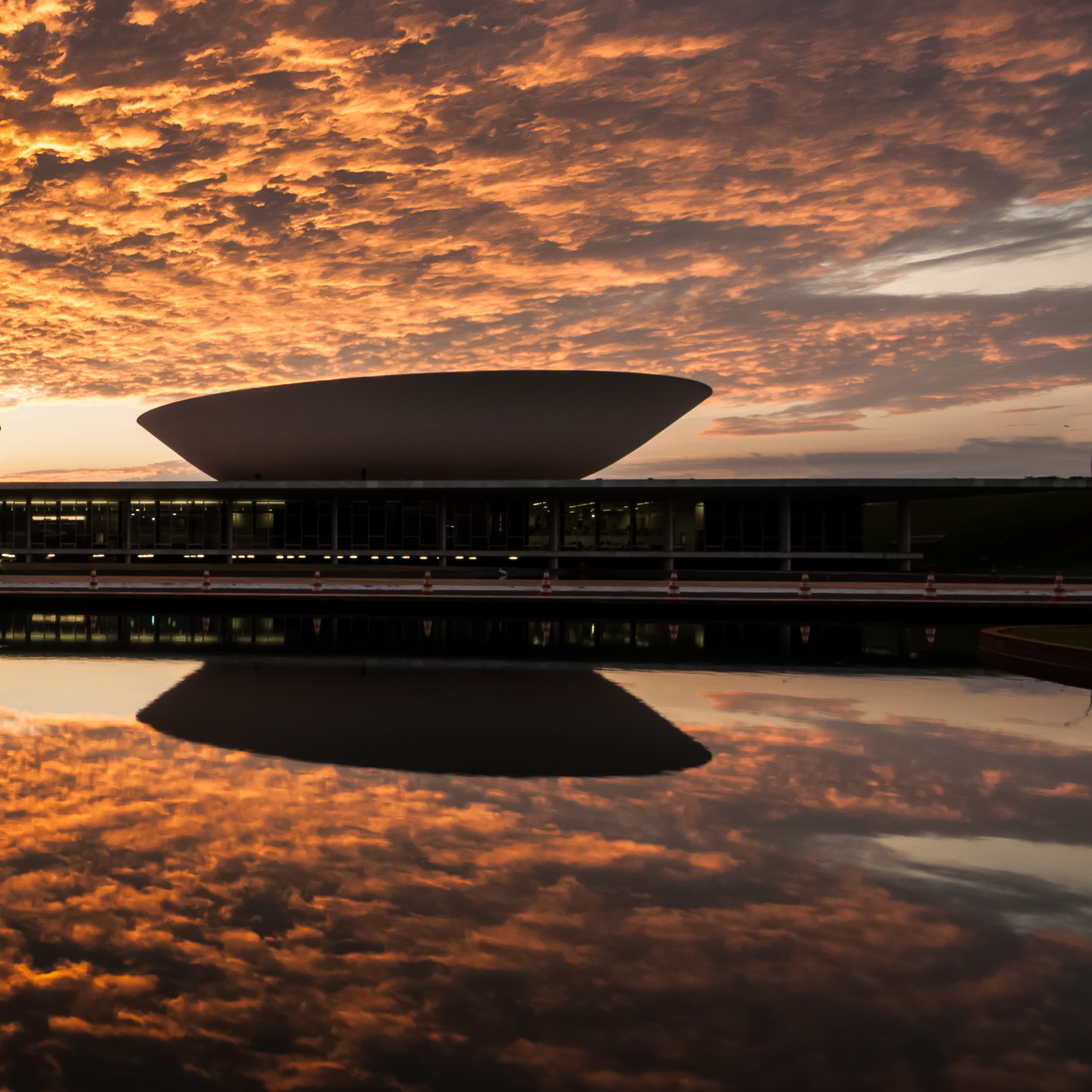
Quang cảnh bên ngoài trụ sở Hạ viện
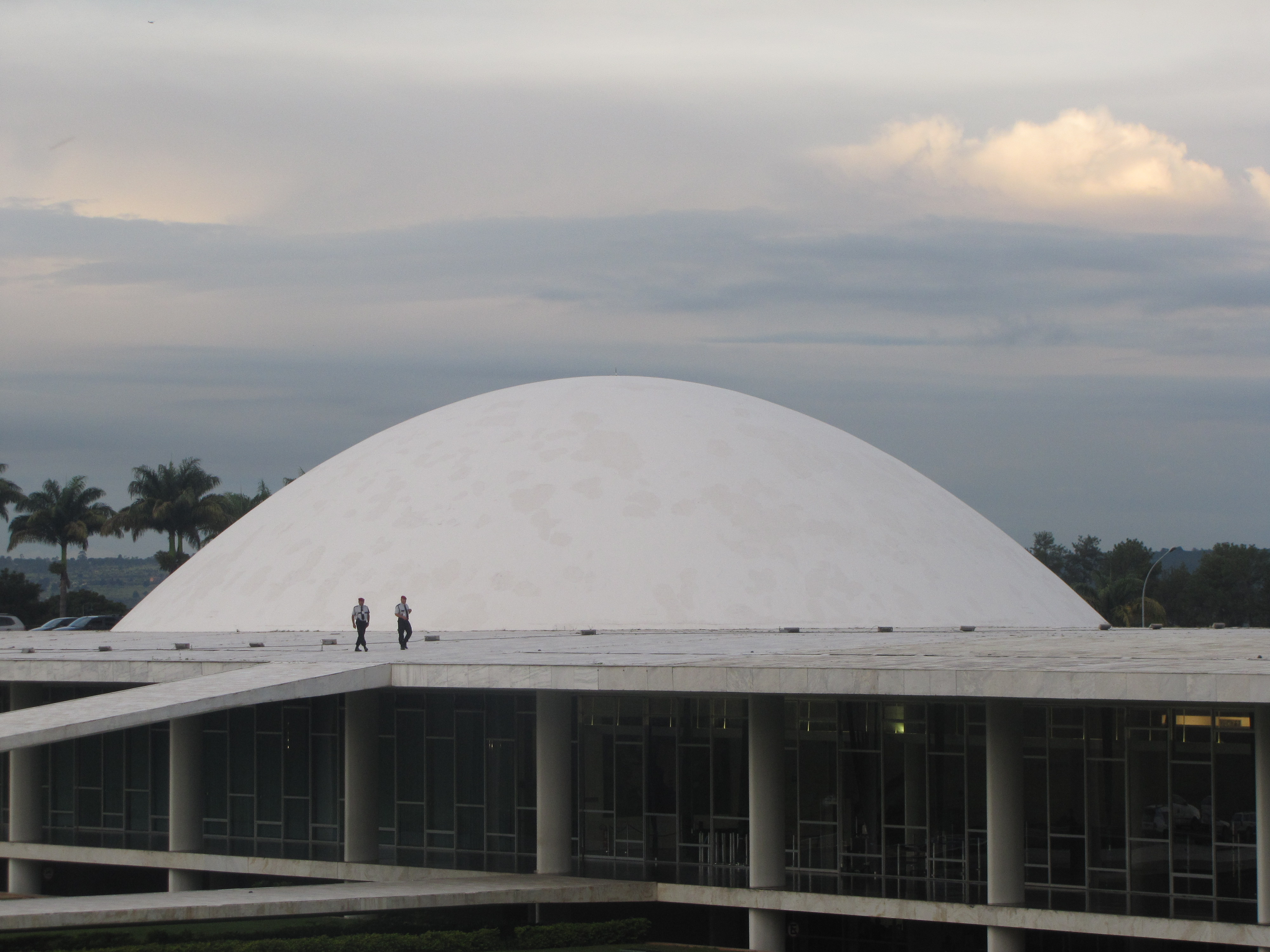
Quang cảnh bên ngoài trụ sở Thượng viện
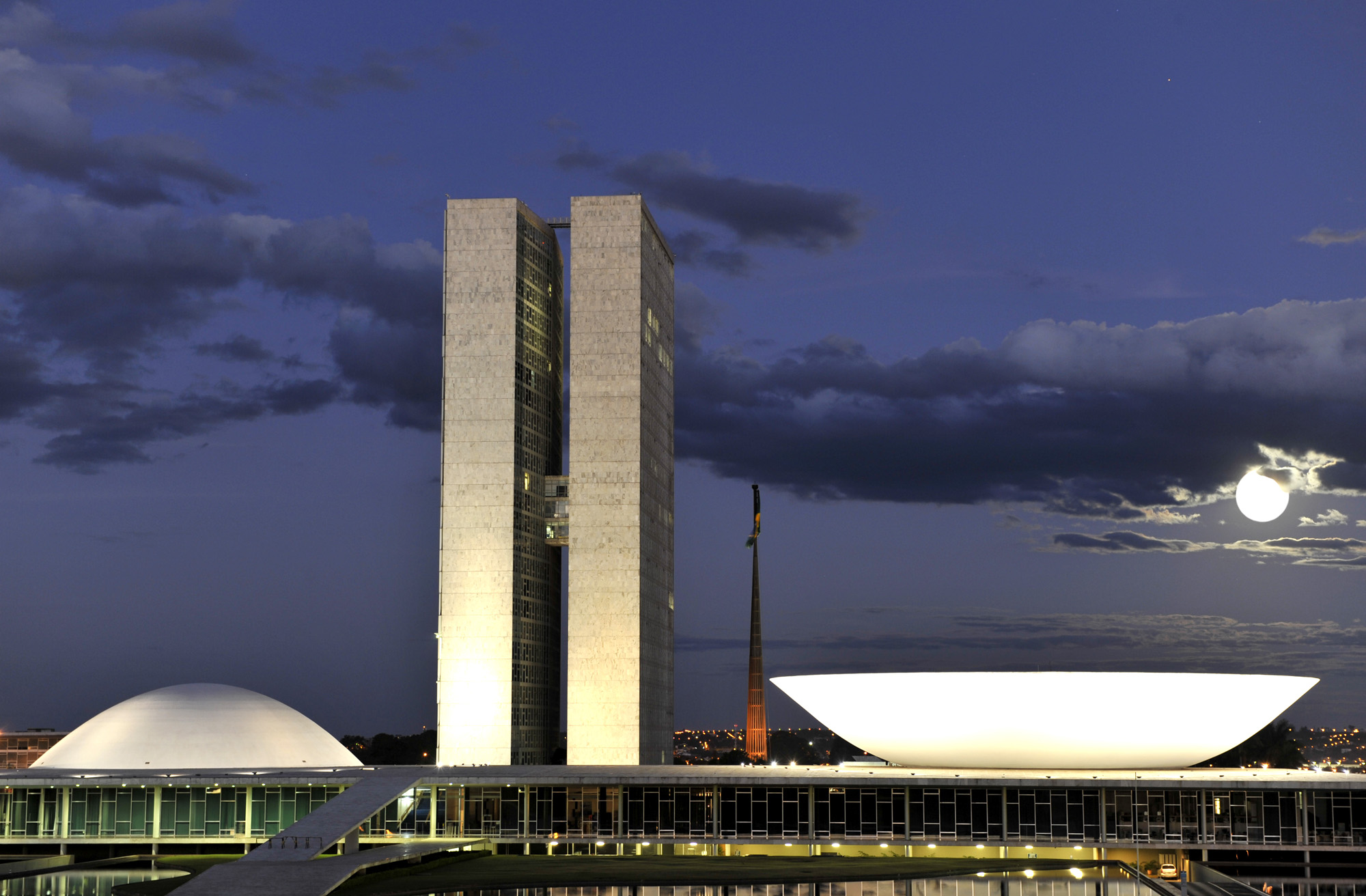
Trụ sở Quốc hội về đêm
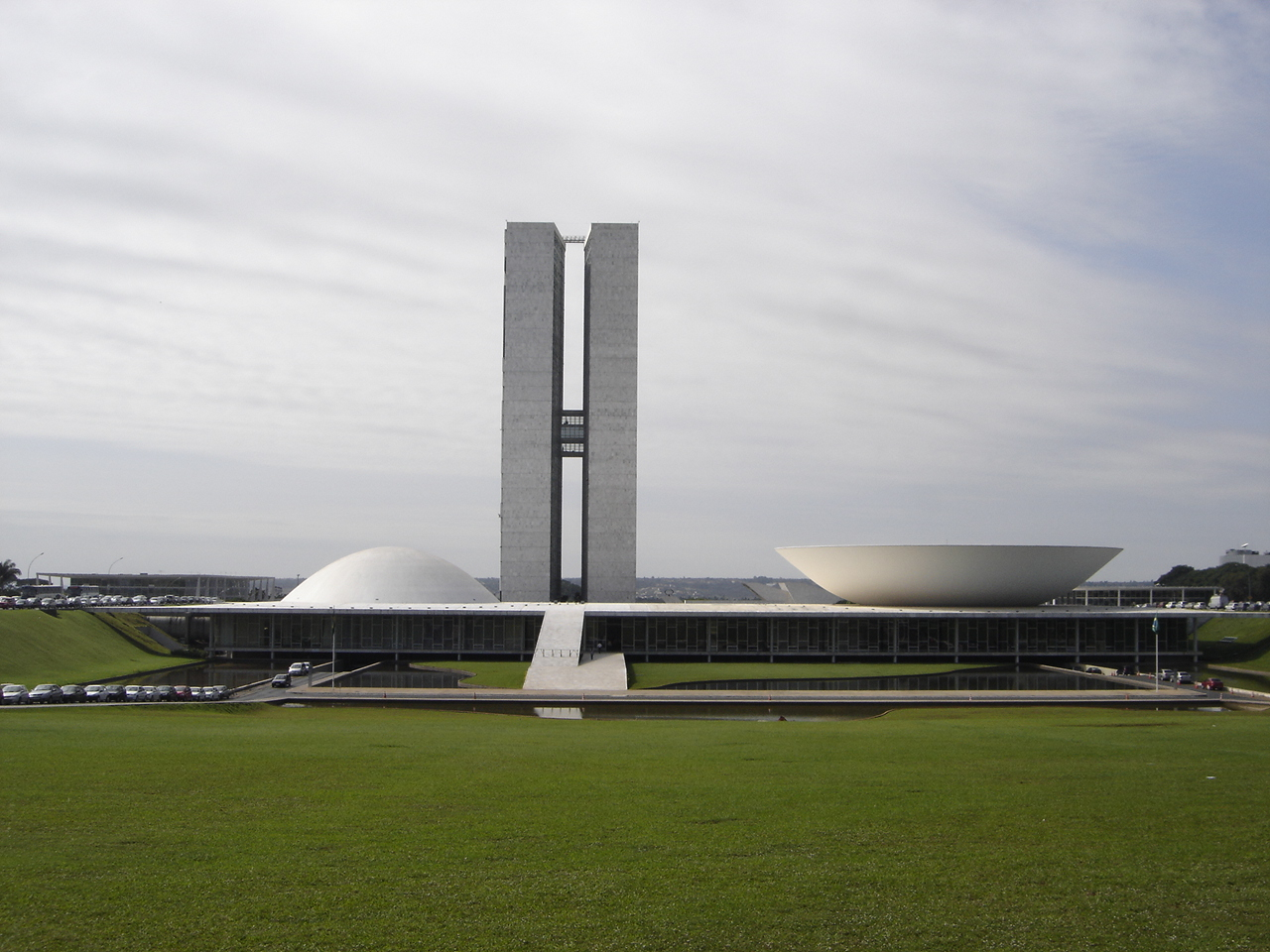
Mặt tiền trụ sở Quốc hội
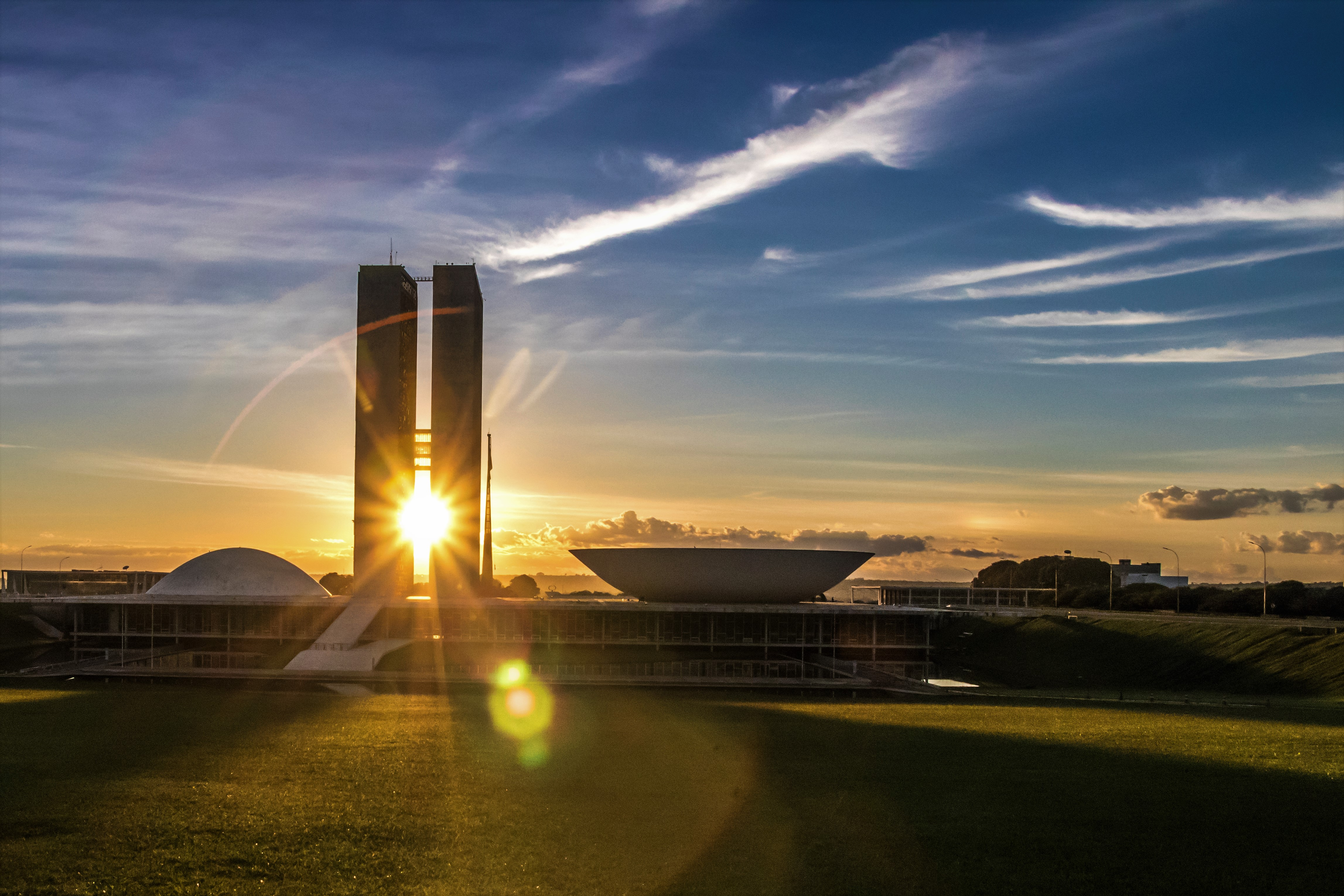
Trụ sở Quốc hội nhìn từ Monumental Axis
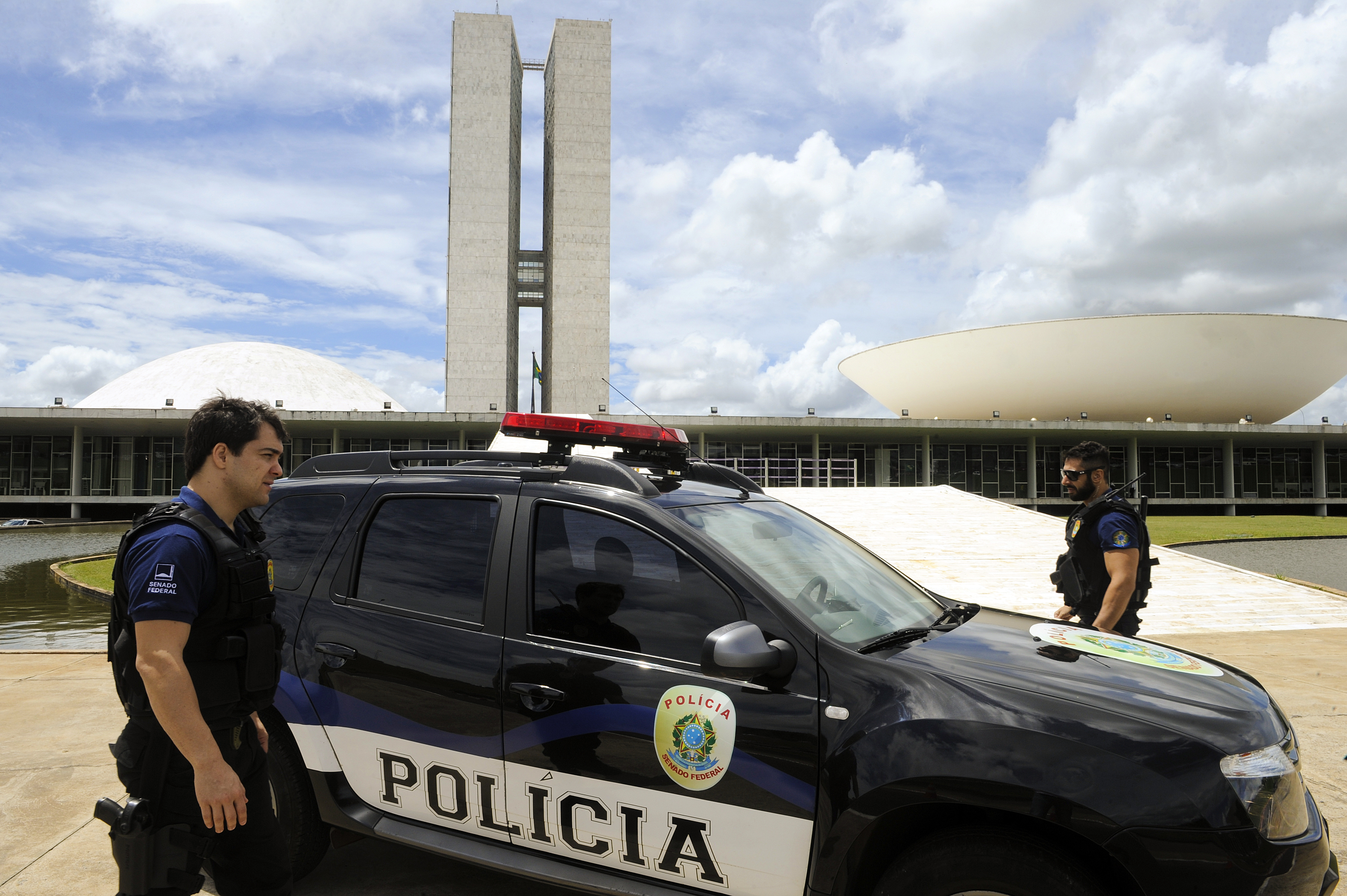
Cảnh sát Quốc hội bên ngoài trụ sở Quốc hội
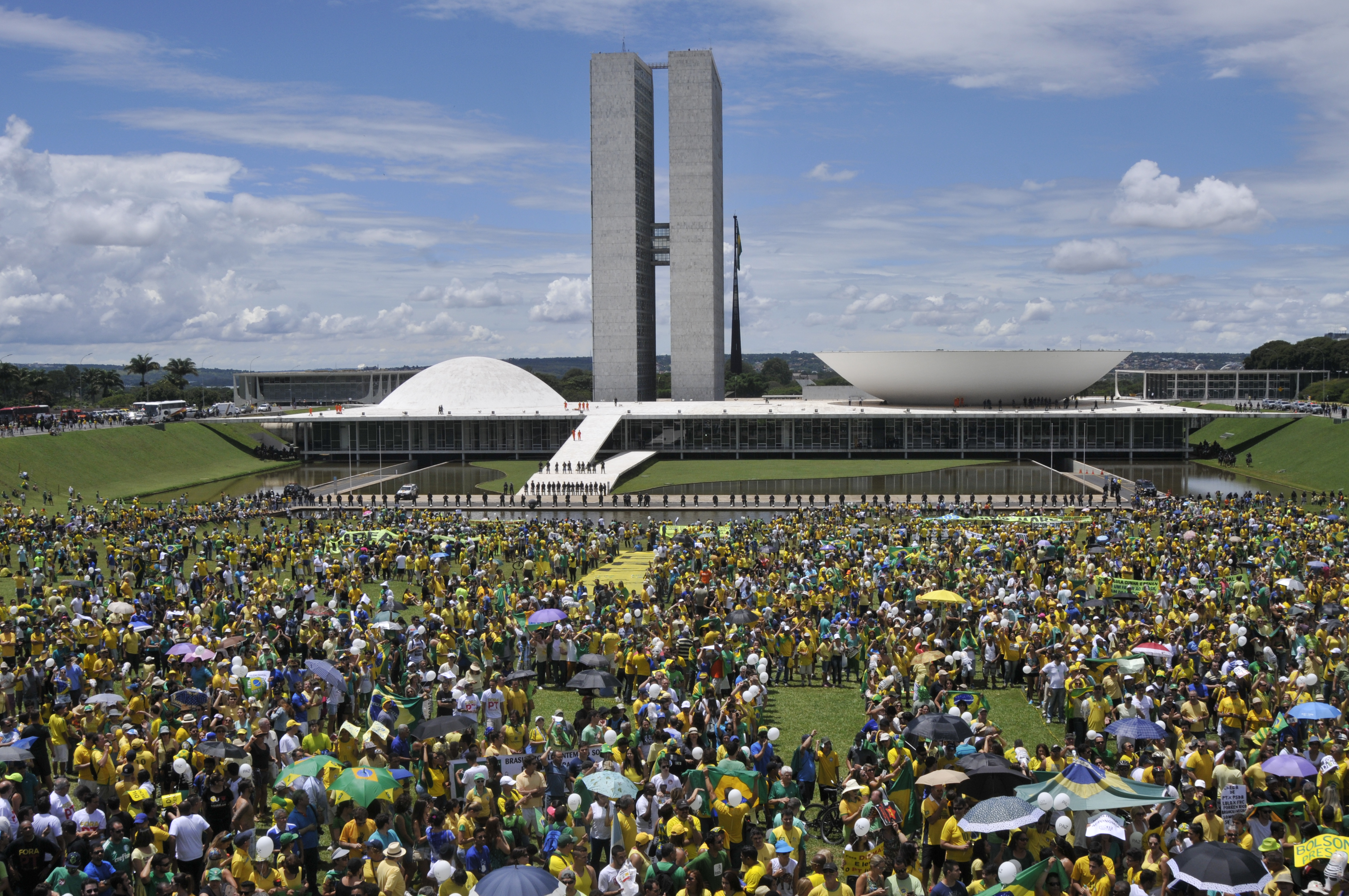
Người biểu tình trước trụ sở Quốc hội, ngày 13 tháng 3 năm 2016